# سمیر کمونه
سمیر کمونه (عربی: سمير كمونة؛ زادهٔ ۲ آوریل ۱۹۷۲) یک ورزشکار اهل مصر است.
از باشگاه‌هایی که در آن بازی کرده‌است می‌توان به الاتفاق عربستان، باشگاه فوتبال بورسااسپور، المصری، باشگاه ورزشی الاهلی مصر، و کایزرسلاوترن اشاره کرد.
وی همچنین در تیم ملی فوتبال مصر بازی کرده‌است.